# Laversine
Laversine es una comuna francesa situada en el departamento de Aisne, de la región de Alta Francia.

## Geografía
Está ubicada a 10 km al oeste de Soissons.

## Demografía
| 121 | 83 | 84 | 69 | 84 | 99 | 135 | 163 |
| Para los censos de 1962 a 1999 la población legal corresponde a la población sin duplicidades (Fuente: INSEE [Consultar]) |    |    |    |    |    |     |     |